# 屍衣の花嫁
『屍衣の花嫁』（しいのはなよめ、原題：英: The Lady in Grey）は、アメリカ合衆国のホラー小説家ドナルド・ワンドレイによるホラー小説。
『ウィアード・テールズ』1932年2月号に発表された。
那智史郎は「ワンドレイ独特の散文詩風掌篇。ラヴクラフトとポーを結びつけた悪夢のイメージこそワンドレイが本領を発揮したものである」と解説する。東雅夫は「ラヴクラフト風というよりはポオ風の死美人幻想と悪夢の綴れ織りを展開する」「ワンドレイの美質がよくあらわれている」と解説する。
未訳長編『イースター島のウェブ』（1948）の原型である。

## あらすじ
わたしは、幼い頃からずっと悪夢を見続けていた。それはクトゥルフ神話のあれやこれやといった光景であり、うなされては目を覚ましたものである。
婚約者のミリアムが死んでしまう。葬儀の後、屍衣の花嫁を夢に見るようになる。彼女はわたしの手を取り、腐乱した海へと連れ出す。目を覚ますと、わたしの身体は粘液にまみれ、悪臭に満ちていた。続いて、白蛆や蛞蝓を思わせる生き物と屍衣の花嫁を夢に見る。目覚めたとき、ベッドには巨大な蛞蝓がおり、わたしは火箸を手に取るとそいつをぐちゃぐちゃに叩き潰して焼却する。
冬になり、また夢を見る。わたしはミリアムを追って森の洞窟へと入り込む。地下納骨堂には、屍衣の花嫁と巨大な蛆虫がいた。わたしはミリアムを抱きかかえて帰宅する。目が覚めると、腐敗した屍衣の花嫁がいた。埋葬してから半年が経過しているのに、彼女の指の爪は長く伸びている。手にした花をくるくる回し、溶けかかった目でわたしを見すえてくる恐ろしい姿を見て、わたしは生きる気力をなくし、遺書を書く。

## 主な登場人物
- わたし - 語り手。34歳。幼い頃からよく悪夢を見ていた。
- ミリアム - わたしの婚約者。
- 白蛆 - 蛆虫のような、蛞蝓のような、太った生き物。

## 収録
- 国書刊行会『真ク・リトル・リトル神話大系10』『新編真ク・リトル・リトル神話大系2』佐藤嗣二訳